# جبال لوما
جبال لوما (بالإنجليزية: Loma Mountains)‏ هي أعلى سلسلة جبال في سيراليون. أعلى قمة هي جبل بنتوماني الذي يصل ارتفاعه إلى 1،945 مترًا (6،381 قدمًا). تم تصنيف المنطقة كمحمية غابات غير صيد منذ عام 1952. وتغطي المحمية مساحة 33201 هكتار.